# Kasteel van Le Bois-Cornillé
Het Kasteel van Le Boiscornillé (Frans: Château du Boiscornillé) is een kasteel in de Franse gemeente Val-d'Izé. Het kasteel is een beschermd historisch monument sinds 1988.